# Citroën Jumpy
De Citroën Jumpy is een bestelwagen van Citroën, die sinds 1995 geproduceerd wordt.

## Eerste generatie (1995-2007)

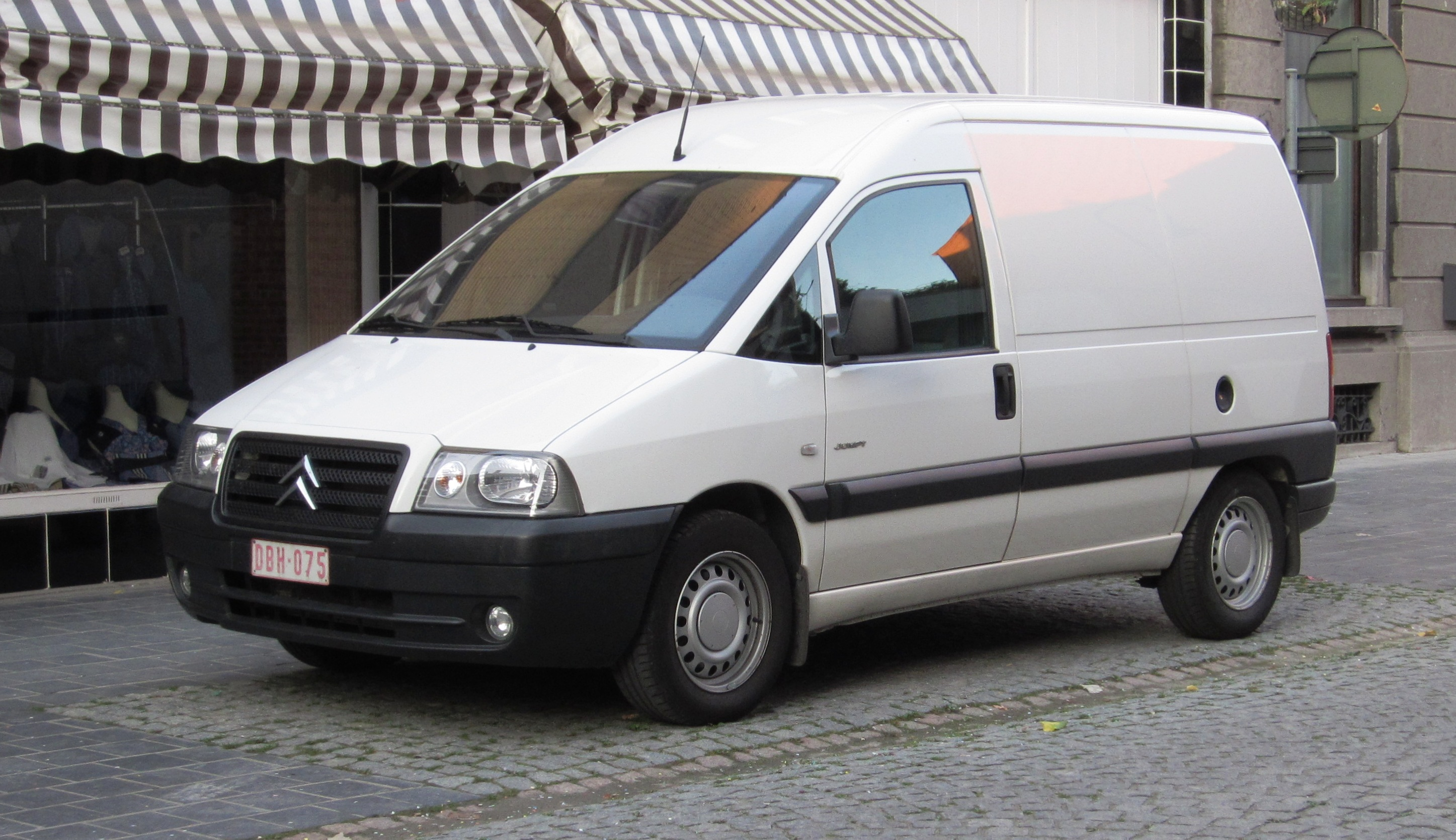
Generatie I

De eerste generatie was een kleine bestelwagen die geproduceerd werd in Sevel Nord vanaf 1995. De wagen is vrijwel identiek aan de Peugeot Expert en Fiat Scudo. In 2004 werd de eerste generatie van een facelift voorzien.

## Tweede generatie (2007-2016)

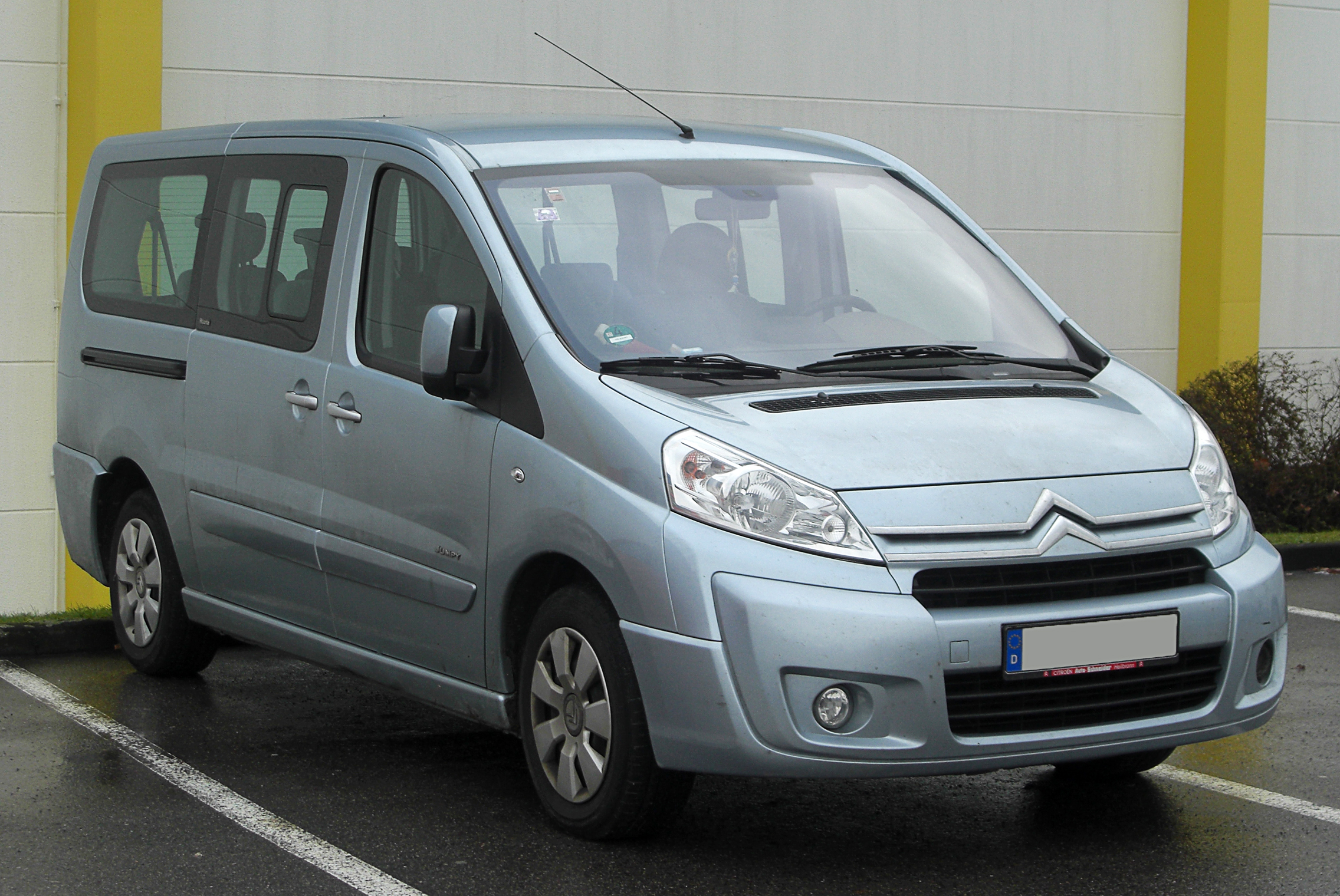
Generatie II

Vanaf de tweede generatie, die in 2007 geïntroduceerd werd, is de Jumpy een middelgrote bestelwagen. De nieuwe modellen deelden weer hetzelfde platform, met enkel wat cosmetische verschillen tussen de versies van Citroën, Peugeot en Fiat. De tweede generatie kreeg in 2012 een facelift. In 2013 stapte ook Toyota in de samenwerking en bracht een versie op de markt onder de naam Toyota Proace.

## Derde generatie (2016-heden)
In 2016 kwam de derde generatie op de markt. De minibus-variant van de bestelwagen werd van dan af verkocht als Citroën SpaceTourer, Peugeot Traveller en Toyota Proace Verso.
Omdat Fiat uit de samenwerking stapte kwam er in de eerste instantie geen nieuwe versie van de Fiat Scudo. Met het ontstaan van Stellantis kwam er in december 2021 alsnog een nieuwe versie uit van de Scudo. De minibus-variant kreeg de naam Fiat Ulysse. 
Sinds 2019 wordt de derde generatie ook gebruikt als basis voor de Opel Vivaro, die voorheen gebaseerd was op de Renault Trafic. De minibus-variant van de Vivaro kreeg de naam Opel Zafira Life en vervangt daarmee de voormalige Opel Zafira.